# Ponthieva trilobata
Ponthieva trilobata là một loài thực vật có hoa trong họ Lan. Loài này được (L.O.Williams) L.O.Williams miêu tả khoa học đầu tiên năm 1972.